# Cyprus op de Olympische Zomerspelen 1992
Cyprus nam deel aan de Olympische Zomerspelen 1992 in Barcelona (hoofdbetekenis), Spanje. Het was de vierde olympische deelname van het land. Net zoals bij hun vorige deelnames werden er geen medailles gewonnen.

## Deelnemers en resultaten

### Atletiek
| Olympiër            | Discipline               | Resultaat | Prestatie                                           |
| ------------------- | ------------------------ | --------- | --------------------------------------------------- |
| Yiannis Zisimides   | 100m (m)                 | 29e       | serie 10: 4de in 10,51 kwartfinale 3: 8ste in 10,65 |
| Yiannis Zisimides   | 100m (m)                 | 43e       | serie 7: 4de in 21,51                               |
| Marios Hadjiandreou | hink-stap-springen (m)   | 39e       | kwalificatie groep B: 20ste met 15,64m              |
| Photis Stephani     | polsstokhoogspringen (m) | 24e       | kwalificatie groep B: 13de met 5,20m                |
|                     |                          |           |                                                     |
| Andri Avraam        | 10000m (v)               | 35e       | serie 2: 19de in 34.06,66                           |
| Photis Stephani     | kogelstoten (v)          | 17e       | kwalificatie groep B: 8ste met 14,69m               |

### Boogschieten
| Olympiër      | Discipline      | Resultaat | Prestatie                              |
| ------------- | --------------- | --------- | -------------------------------------- |
| Simon Simonis | individueel (m) | 29e       | plaatsingsronde: 72ste met 1117 punten |

### Gymnastiek
| Olympiër         | Discipline      | Resultaat | Prestatie                             |
| ---------------- | --------------- | --------- | ------------------------------------- |
| Helen Hadjisavva | individueel (v) | 42e       | kwalificatie: 42ste met 33,775 punten |
| Anna Kimonos     | individueel (v) | 38e       | kwalificatie: 38ste met 35,025 punten |

### Judo
| Olympiër                    | Discipline | Resultaat | Prestatie                                               |
| --------------------------- | ---------- | --------- | ------------------------------------------------------- |
| Christodoulos Katsiniorides | -65kg (m)  | 24e       | 1ste ronde: W van BOL Bustos 2de ronde: V van NED Wurth |
| Elias Ioannou               | -78kg (m)  | 18e       | 1ste ronde: V van CAN Gill                              |

### Schietsport
| Olympiër           | Discipline | Resultaat | Prestatie                                              |
| ------------------ | ---------- | --------- | ------------------------------------------------------ |
| Antonis Nikolaidis | skeet      | 25e       | kwalificatie: 25ste met 145 punten (25-24-25-24-24-23) |
| Demetris Lordos    | trap       | 25e       | kwalificatie: 33ste met 139 punten (23-23-24-23-23-23) |

### Worstelen
| Olympiër             | Discipline  | Resultaat   | Prestatie                                                   |
| Vrije stijl          | Vrije stijl | Vrije stijl | Vrije stijl                                                 |
| -------------------- | ----------- | ----------- | ----------------------------------------------------------- |
| Constantinos Eliadis | -74kg (m)   | 25e         | groep B: 9de V van POL Walencik: 0-8 V van TCH Revický: 0-3 |

### Zeilen
| Olympiër                                 | Discipline | Resultaat | Prestatie                           |
| ---------------------------------------- | ---------- | --------- | ----------------------------------- |
| Nicolas Epiphaniou Peter Antony M. Elton | 470 (m)    | 31e       | 175 punten: (PMS-23-28-22-23-13-30) |

### Zwemmen
| Olympiër              | Discipline          | Resultaat | Prestatie               |
| --------------------- | ------------------- | --------- | ----------------------- |
| Stavros Michaelides   | 50m vrije slag (m)  | 20e       | serie 6: 1ste in 23,34  |
| Stavros Michaelides   | 100m vrije slag (m) | 44e       | serie 5: 4de in 52,54   |
| Charalambos Panagidis | 100m schoolslag (m) | 42e       | serie 3: 4de in 1.06,19 |

Albanië · Algerije · Amerikaanse Maagdeneilanden · Amerikaans-Samoa · Andorra · Angola · Antigua en Barbuda · Argentinië · Aruba · Australië · Bahama's · Bahrein · Bangladesh · Barbados · België · Belize · Benin · Bermuda · Bhutan · Bolivia · Bosnië en Herzegovina · Botswana · Brazilië · Britse Maagdeneilanden · Bulgarije · Burkina Faso · Canada · Centraal-Afrikaanse Republiek · Chili · China · Chinees Taipei · Colombia · Congo-Brazzaville · Cookeilanden · Costa Rica · Cuba · Cyprus · Denemarken · Djibouti · Dominicaanse Republiek · Duitsland · Ecuador · Egypte · El Salvador · Equatoriaal-Guinea · Estland · Ethiopië · Fiji · Filipijnen · Finland · Frankrijk · Gabon · Gambia · Gezamenlijk team · Ghana · Grenada · Griekenland · Groot-Brittannië · Guam · Guatemala · Guinee · Guyana · Haïti · Honduras · Hongarije · Hongkong · Ierland · IJsland · India · Indonesië · Irak · Iran · Israël · Italië · Ivoorkust · Jamaica · Japan · Jemen · Jordanië · Kaaimaneilanden · Kameroen · Kenia · Koeweit · Kroatië · Laos · Lesotho · Letland · Libanon · Libië · Liechtenstein · Litouwen · Luxemburg · Madagaskar · Malawi · Malediven · Maleisië · Mali · Malta · Marokko · Mauritanië · Mauritius · Mexico · Monaco · Mongolië · Mozambique · Myanmar · Namibië · Nederland · Nederlandse Antillen · Nepal · Nicaragua · Nieuw-Zeeland · Niger · Nigeria · Noord-Korea · Noorwegen · Oeganda · Oman · Oostenrijk · Pakistan · Panama · Papoea-Nieuw-Guinea · Paraguay · Peru · Polen · Portugal · Puerto Rico · Qatar · Roemenië · Rwanda · Saint Vincent‑Grenadines · Salomonseilanden · Samoa · San Marino · Saoedi-Arabië · Senegal · Seychellen · Sierra Leone · Singapore · Slovenië · Soedan · Spanje · Sri Lanka · Suriname · Swaziland · Syrië · Tanzania · Thailand · Togo · Tonga · Trinidad en Tobago · Tsjaad · Tsjecho-Slowakije · Tunesië · Turkije · Uruguay · Vanuatu · Venezuela · Verenigde Arabische Emiraten · Verenigde Staten · Vietnam · Zaïre · Zambia · Zimbabwe · Zuid-Afrika · Zuid-Korea · Zweden · Zwitserland · Onafhankelijke olympische deelnemers